# Bonte kaneelral
De bonte kaneelral (Rallicula leucospila, synoniem: Rallina leucospila) is een vogel uit de familie van de Sarothruridae (Pluisstaartrallen).

## Kenmerken
De vogel is 22 cm lang, van onder egaal kaneelkleurig en van boven donkerder bruinzwart met witte streepjes en stippels. De staart is kastanjebruin gebandeerd. De vogel lijkt sterk op de Nieuw-Guinese kaneelral, maar die heeft een egaal gekleurde staart.

## Verspreiding en leefgebied
Deze soort is endemisch in West-Papoea (Indonesië) op de Vogelkop, een schiereiland in het westen van Nieuw-Guinea. Het leefgebied is montaan regenwoud op 1450 tot 1600 m boven zeeniveau. Net als andere in bossen levende rallen heeft deze vogel de gewoonte om te overnachten in een bolvormig nest van bladeren dat ongeveer een meter boven de grond in een struik wordt gemaakt.

## Status
De bonte kaneelral heeft een beperkt verspreidingsgebied en daardoor is de kans op uitsterven aanwezig. De grootte van de populatie is niet gekwantificeerd. Het leefgebied is nog betrekkelijk ongestoord, maar gevreesd wordt dat jachthonden en geïntroduceerde invasieve diersoorten en ook klimaatverandering een negatieve invloed hebben op het voorkomen van deze soort ral. Ondanks deze redenen staat deze soort als niet bedreigd op de Rode Lijst van de IUCN.